# Миролюбов, Иван Иванович
Ива́н Ива́нович Миролю́бов (латыш. Ivans Miroļubovs; род. 20 января 1956, Рига) — священнослужитель Русской православной церкви, протоиерей, доктор теологии (1994), специалист по истории старообрядчества и единоверия; сотрудник Отдела внешних церковных связей Московского патриархата; секретарь Синодальной комиссии по делам старообрядных приходов и по взаимодействию со старообрядчеством (с 2005).
В прошлом — известный наставник Гребенщиковской старообрядческой общины Древлеправославной поморской церкви города Риги (Латвия).

## Биография
Родился 20 января 1956 года в традиционной старообрядческой семье. Его отец — Иван Евфросинович Миролюбов был заместителем председателя Рижской Гребенщиковской поморской старообрядческой общины (РГСО), руководил иконописно-реставрационными мастерскими. Мать Анна Калиновна Юрьева и брат Борис (получивший образование инженера-строителя, был причётником храма Гребенщиковской общины) проживают в Риге.
В 1978 году окончил с отличием факультет приборостроения и автоматизации Политехнического института в городе Риге, учился в аспирантуре.
По приглашению патриарха Пимена (Извекова) (в числе ряда старообрядцев разных согласий, приглашенных в 1970—1980-х годах) был направлен Гребенщиковской поморской старообрядческой общины города Риги на обучение в Ленинградскую духовную семинарию, по окончании которой поступил в Московскую духовную академию, которую окончил в 1992 году со степенью кандидата богословия.
Согласно данным Национального архива Латвии, в 1981 году был завербован органами КГБ. На момент публикации, в декабре 2018 года, в документах не указывались обстоятельства вербовки и степень реального сотрудничества. Лично подал заявление в латвийскую прокуратуру по делам реабилитации и спецслужб, дело рассматривалось в суде 19 ноября 1998 года (№ 1-298/6 1998 г.) и суд определил, что Миролюбов не был завербован и не сотрудничал с КГБ.
В 1994 году получил степень доктора теологии Латвийского университета.
В 1999 году избран действительным членом (академиком) Международной академии наук экологии и безопасности жизнедеятельности (МАНЭБ).

### Деятельность среди старообрядцев Латвии
С ноября 1980 года состоял в причте Совета Рижской Гребенщиковской старообрядческой общины. В 1984 году благословлён быть вторым наставником Рижской Гребенщиковской старообрядческой общины. Преподавал в им основанном старообрядческом училище при РГСО, выступал на конференциях в Латвии и России, писал статьи в поморские календари и различные издания по истории староверия, догматическим и религиозно-нравственным вопросам.
В 1983 году избран редактором «Старообрядческого церковного Календаря». Его духовным отцом был поморский наставник из Санкт-Петербурга Олег Иванович Розанов (ныне председатель Российского совета Древлеправославной поморской церкви). Много лет был старшим наставником Рижской Гребенщиковской старообрядческой общины (РГСО). С 1989 по 1994 и с 1997 по 2001 годы избирался Председателем Центрального Совета Древлеправославной Поморской Церкви Латвии. С 1985 по 1995 годы был ректором Рижского старообрядческого духовного училища. В 1999 году избирался Председателем Международного координационного Совета ДПЦ стран Балтии, Польши и Беларуси.
В 1991 году Рижская поморская община была охвачена кризисом, который имел в своей основе финансовую деятельность общины. Апогей пришёлся на 1993-95 годы, когда из общины ушла большая часть прихожан, которых возглавил наставник РГСО о. Алексей Каратаев. В 1995 году Первый Вселатвийский Собор Древлеправославной церкви Латвии (ДПЦЛ) подверг жесткой критике действия И. И. Миролюбова за сближение с новообрядцами, но ни он сам, ни его сторонники на Собор не были допущены.
Вместе с несколькими другими наставниками из Латвии И. И. Миролюбов в 1998 году вошёл в учрежденную Московским патриархатом Комиссию по старообрядчеству и единоверию. В сентябре 2001 года в Даугавпилсской Гайковской общине состоялся очередной Собор Древлеправославной поморской церкви Латвии, на который съехались представители 51 старообрядческой общины. Собор вторично не одобрил действий Миролюбова, направленных на сближение с новообрядцами. Однако накануне Собора И. И. Миролюбов сам попросил освободить его от должности председателя Центрального совета ДПЦЛ и сообщил о выходе РГСО из состава ЦС ДПЦЛ. Вместо Миролюбова Центральный совет возглавил Алексей Каратаев, ушедший из общины в 1995 году.
В 2009 году Европейский суд по правам человека признал, что в результате решения, принятого Управлением по делам религии (УДР) Латвии от 23 августа 2002 года, согласно которому было аннулировано регистрационное удостоверение представленных истцами (И. И. Миролюбовым С. Пичугиным и А. Заикиной) религиозной общины, были ограничены права истцов на свободу религии, гарантированную 9-й статьей Европейской конвенции о защите прав и основных свобод человека.
После освобождения И. Миролюбова от должности старшего наставника РГСО многие из его бывших сторонников примирились с Церковным Советом Древлеправославной церкви Латвии и подписали осуждение Миролюбова (наставник Трифон Кустиков, наставник М. Александров), а частично последовали за ним, присоединившись к Русской православной церкви (В. Клементьев из Минска).

### Единоверие
После переезда в Москву, в 2004 году официально вошёл в юрисдикцию Московского патриархата, став сотрудником Отдела внешних церковных связей. В 2005 году стал Секретарём Комиссии по делам старообрядных приходов и взаимодействию со старообрядчеством, сменив на этом посту игумена Никиту (Добронравова). За переход в Русскую православную церковь подвергался жесткой критике со стороны старообрядцев.
24 декабря 2005 года в домовом храме Смоленской духовной семинарии митрополит Смоленский и Калининградский Кирилл возвёл Иоанна Миролюбова в свещеносцы, чтецы и иподиаконы.
25 декабря 2005 года был поставлен митрополитом Кириллом в сан диакона, а 12 апреля 2007 года в сан священника. В единоверческом приходе в Михайловой слободе прошёл богослужебную практику у игумена Иринарха (Денисова).
С 2007 года клирик храма Покрова Пресвятой Богородицы в Рубцове (Москва), при котором в 2009 году был учреждён Патриарший центр древнерусской богослужебной традиции.
В конце 2005 года в старообрядческой и единоверческой среде широко распространилась информация о возможной хиротонии И. И. Миролюбова во епископа для единоверцев, однако сам он опроверг эти слухи, сославшись, в частности, на факт своего пребывания в браке.
14 декабря 2010 года возглавил молебен, совершённый по старому обряду в Храме Христа Спасителя в день памяти св. праведного Филарета Милостивого. Молебен совершён в рамках программы празднования 210-летия учреждения Единоверия.
8 апреля 2015 года Патриархом Московским и всея Руси Кириллом в храме Христа Спасителя в Москве возведен в сан протоиерея.
7 октября 2016 года назначен настоятелем Покровского храма в Рубцове.

### Церковно-общественная деятельность
Является активным сторонником более широкого и динамичного развития единоверческих приходов в лоне Русской православной церкви. Один из инициаторов включения секции «Старый обряд в жизни РПЦ: прошлое и настоящее» в программу ежегодных Рождественских чтений, проводимых Отделом катехизации и религиозного образования Московского Патриархата. Секция неизменно привлекает к себе внимание как епископата Русской православной церкви, так и всё большее количество священнослужителей и мирян (в том числе и из среды старообрядцев).
Публицист, автор многочисленных интервью и статей по истории старообрядчества и единоверия.

## Награды
церковные
- Набедренник (2009)
- Наперсный крест (2009)
- медаль святителя Марка Ефесского (ОВЦС МП; 11 января 2024)[23]

## Публикации
статьи
- Современное положение Древлеправославной поморской церкви // Старообрядческий церковный календарь на 1985. Рига, 1985. — С. 33—35 (в соавторстве с И. И. Егоровым)
- Русско-украинские духовные связи накануне раскола // Старообрядческий церковный календарь на 1989 год. — Рига, 1989. — С. 36—42
- Об исправлении богослужебных книг при патриархе Иосифе // Христианское чтение. — 1995. — № 10. — С. 7—24.
- Некоторые черты современного состояния старообрядчества Прибалтики // Старообрядчество. История. Культура. Современность: материалы IV научно-практической конференции «Старообрядчество. История. Культура. Современность», 14-15 мая 1998 г., Москва. — М. : [б. и.], 1998. — С. 12—14.
- И. Н. Заволоко и церковная жизнь старообрядчества Прибалтики // Памяти Заволоко Ивана Никифоровича. Сборник статей и материалов, посвященных 100-летию И. Н. Заволоко. — Рига: Рижская Гребенщиковская старообрядческая община, 1999. — С. 7—15
- Единоверие: церковно-исторический феномен или актуальная проблема современности? // Церковь и время: научно-богословский и церковно-общественный журнал : Отдел внешних церковных связей Московского Патриархата. — 2001. — № 2 (15) — С. 101—115.
  - Единоверие: церковно-исторический феномен или актуальная проблема современности // Православное Единоверие в России. — СПб., 2004. — С. 39-53
- Пути единоверия в XX столетии // Ежегодная Богословская конференция Православного Свято-Тихоновского Гуманитарного Университета: Материалы. Т. 1 : XVII / гл. ред. В. Н. Воробьев, прот. — М. : ПСТГУ, 2007. — С. 197—204.
- Не настало ли «…время собирать камни»? // Русский дом. — 2007. — № 7
- «Да будут все едино…» (Ин. 17, 21) // Никольский листок. — 2008. — № 3 (92)
- Егоров Иван Исаевич // Православная энциклопедия. — М., 2008. — Т. XVIII : Египет древний — Эфес. — С. 35—36. — 39 000 экз. — ISBN 978-5-89572-032-5.
- Единоверие // Православная энциклопедия. — М., 2008. — Т. XVIII : Египет древний — Эфес. — С. 42–50. — 39 000 экз. — ISBN 978-5-89572-032-5. (в соавторстве со священником Евгением Саранчой)
- Старый обряд в РПЦ: век XX и настоящее время. Материалы конференции по старообрядчеству (2009). Архивировано 20 марта 2016 года.
- Старообрядцы: Назад, в будущее! // Нескучный сад. — 2010. — № 12. — С. 7—10
- Церковь не приемлет полицейских мер // Фома. — 2011. — № 10. — С. 24—26.
- Старый обряд живёт в Русской Православной Церкви // Журнал Московской патриархии. 2013. — № 2. — С. 80—81
- Интервью о диалоге со старообрядчеством. patriarchia.ru (16 февраля 2007).
- Трагедия Раскола. taday.ru (15 мая 2012).
- Иерей Иоанн Миролюбов: Единоверие — для молодых и образованных. nsad.ru (13 января 2013).
- Возрождение древнерусской богослужебной традиции. pravmir.ru (24 сентября 2013).
- Преодолевать, а не усугублять разделение. prichod.ru (20 сентября 2013).
- Иерей Иоанн Миролюбов: Пришло «время собирать камни» (Еккл. 3,5). pravmir.ru (26 января 2015).
- Протоиерей Иоанн Миролюбов — В поисках града Китежа // Русский дом. — 2019. — № 3. — С. 10-13
- Рецензия на: Диалог: альманах / Костромская духовная семинария. – Кострома, 2023. — Вып. 2. — 304 с // Ипатьевский вестник. — 2024. — № 1 (25). — С. 145–146.